# Starachowice
Starachowice là một thị trấn thuộc huyện Starachowicki, tỉnh Świętokrzyskie ở trung tâm Ba Lan. Thị trấn có diện tích 32 km². Đến ngày 1 tháng 1 năm 2011, dân số của thị trấn là 51605 người và mật độ 1622 người/km².